# Campeonato Mundial de Natação em Piscina Curta de 2022 - 200 m livre feminino
A prova dos 200 metros nado livre feminino do Campeonato Mundial de Natação em Piscina Curta de 2022 foi disputada no dia 18 de dezembro de 2022, no Melbourne Sports and Aquatics Centre, em Melbourne, na Austrália.

## Recordes
Antes desta competição, os recordes mundiais e do campeonato nesta prova eram os seguintes:
|                       | Nome            | Nacionalidade | Tempo   | Local     | Data                   |
| --------------------- | --------------- | ------------- | ------- | --------- | ---------------------- |
| Recorde mundial       | Siobhán Haughey | Hong Kong     | 1:50.31 | Abu Dhabi | 16 de dezembro de 2021 |
| Recorde do campeonato | Siobhán Haughey | Hong Kong     | 1:50.31 | Abu Dhabi | 16 de dezembro de 2021 |

## Medalhistas
| Ouro                  | Prata               | Bronze                   |
| Siobhán Haughey (HKG) | Rebecca Smith (CAN) | Marrit Steenbergen (NED) |

## Cronograma
Todos os horários são locais (UTC+11). 
| Data           | Hora  | Evento        |
| -------------- | ----- | ------------- |
| 18 de dezembro | 11:05 | Eliminatórias |
| 18 de dezembro | 20:36 | Final         |

## Resultados

### Eliminatórias
As eliminatórias ocorreram dia no 18 de dezembro com início às 11:05.
| Colocação | Bateria | Raia | Nadadora                 | Nacionalidade                  | Tempo   | Notas            |
| --------- | ------- | ---- | ------------------------ | ------------------------------ | ------- | ---------------- |
| 1         | 4       | 5    | Marrit Steenbergen       | Países Baixos                  | 1:52.83 | Q                |
| 2         | 5       | 4    | Siobhán Haughey          | Hong Kong                      | 1:53.39 | Q                |
| 3         | 4       | 3    | Erin Gemmell             | Estados Unidos                 | 1:53.47 | Q                |
| 4         | 5       | 3    | Barbora Seemanová        | Chéquia                        | 1:53.67 | Q                |
| 5         | 5       | 5    | Rebecca Smith            | Canadá                         | 1:53.85 | Q                |
| 6         | 3       | 5    | Leah Neale               | Austrália                      | 1:54.05 | Q                |
| 7         | 5       | 7    | Taylor Ruck              | Canadá                         | 1:54.15 | Q                |
| 8         | 3       | 4    | Madison Wilson           | Austrália                      | 1:54.18 | Q                |
| 9         | 5       | 6    | Hali Flickinger          | Estados Unidos                 | 1:54.20 |                  |
| 10        | 3       | 3    | Katja Fain               | Eslovênia                      | 1:54.96 |                  |
| 11        | 3       | 7    | Snæfríður Jórunnardóttir | Islândia                       | 1:55.34 | Recorde nacional |
| 12        | 5       | 1    | Helena Bach              | Dinamarca                      | 1:55.79 |                  |
| 13        | 4       | 2    | Valentine Dumont         | Bélgica                        | 1:55.80 |                  |
| 14        | 5       | 2    | Chihiro Igarashi         | Japão                          | 1:56.22 |                  |
| 15        | 5       | 8    | Batbayaryn Enkhkhüslen   | Mongólia                       | 1:56.46 | Recorde nacional |
| 16        | 4       | 6    | Stephanie Balduccini     | Brasil                         | 1:57.09 |                  |
| 17        | 4       | 7    | Elisbet Gámez            | Cuba                           | 1:57.11 | Recorde nacional |
| 18        | 3       | 6    | Giovanna Diamante        | Brasil                         | 1:57.44 |                  |
| 19        | 3       | 8    | Caitlin Deans            | Nova Zelândia                  | 1:57.93 |                  |
| 20        | 3       | 1    | Sofia Åstedt             | Suécia                         | 1:58.04 |                  |
| 21        | 2       | 2    | Hur Yeon-kyung           | Coreia do Sul                  | 1:58.41 |                  |
| 22        | 2       | 6    | Inés Marín               | Chile                          | 1:58.79 | Recorde nacional |
| 23        | 2       | 3    | Merve Tuncel             | Turquia                        | 1:59.32 |                  |
| 24        | 2       | 5    | Martina Cibulková        | Eslováquia                     | 2:02.20 |                  |
| 25        | 2       | 4    | Iman Avdić               | Bósnia e Herzegovina           | 2:02.30 |                  |
| 26        | 2       | 8    | Lucero Mejía             | Guatemala                      | 2:02.57 | Recorde nacional |
| 27        | 2       | 1    | Sasha Gatt               | Malta                          | 2:03.72 |                  |
| 28        | 2       | 7    | Julimar Ávila            | Honduras                       | 2:04.28 | Recorde nacional |
| 29        | 1       | 4    | Ani Poghosyan            | Armênia                        | 2:04.30 |                  |
| 30        | 1       | 5    | Jehanara Nabi            | Paquistão                      | 2:06.32 | Recorde nacional |
| 31        | 1       | 3    | Kaltra Meca              | Albânia                        | 2:10.75 |                  |
| 32        | 1       | 1    | Darýa Semýonowa          | Turquemenistão                 | 2:12.43 |                  |
| 33        | 1       | 6    | Lubaina Ali              | Federação de membros suspensos | 2:13.65 |                  |
| 34        | 1       | 2    | Charissa Panuve          | Tonga                          | 2:17.97 |                  |
| 35        | 1       | 7    | Jhnayali Tokome-Garap    | Papua-Nova Guiné               | 2:24.23 |                  |
| 36        | 1       | 8    | Maha Al-Shehhi           | Emirados Árabes Unidos         | DNS     | DNS              |
| 36        | 3       | 2    | Zsuzsanna Jakabos        | Hungria                        | DNS     | DNS              |
| 36        | 4       | 1    | Laura Lahtinen           | Finlândia                      | DNS     | DNS              |
| 36        | 4       | 4    | Li Bingjie               | China                          | DNS     | DNS              |
| 36        | 4       | 8    | Gan Ching Hwee           | Singapura                      | DNS     | DNS              |

### Final
A final foi realizada no dia 18 de dezembro com início às 20:36.
| Colocação         | Raia | Nadadora           | Nacionalidade  | Tempo   | Notas            |
| ----------------- | ---- | ------------------ | -------------- | ------- | ---------------- |
| Medalha de ouro   | 5    | Siobhán Haughey    | Hong Kong      | 1:51.65 |                  |
| Medalha de prata  | 2    | Rebecca Smith      | Canadá         | 1:52.24 |                  |
| Medalha de bronze | 4    | Marrit Steenbergen | Países Baixos  | 1:52.28 |                  |
| 4                 | 3    | Erin Gemmell       | Estados Unidos | 1:52.56 |                  |
| 5                 | 6    | Barbora Seemanová  | Chéquia        | 1:52.66 | Recorde nacional |
| 6                 | 7    | Leah Neale         | Austrália      | 1:52.84 |                  |
| 7                 | 1    | Taylor Ruck        | Canadá         | 1:52.88 |                  |
| 8                 | 8    | Madison Wilson     | Austrália      | 1:53.39 |                  |

Legenda
| Recorde mundial       | Recorde mundial (World record)               |                       | Recorde africano                      | Recorde africano (African) |                                           | Q | Classificado por posição (Qualified) |
| Recorde do campeonato | Recorde do campeonato (Championship record)  | Recorde da América    | Recorde da América (Americas)         | q                          | Classificado por melhor tempo (Qualified) |   |                                      |
| Melhor marca do ano   | Melhor marca do ano (World leading)          | Recorde asiático      | Recorde asiático (Asian)              | DNS                        | Não largou (Did not start)                |   |                                      |
| Recorde nacional      | Recorde nacional (National record)           | Recorde europeu       | Recorde europeu (European)            | DNF                        | Não terminou (Did not finish)             |   |                                      |
| Recorde pessoal       | Recorde pessoal do atleta (Personal best)    | Recorde da Oceania    | Recorde da Oceania (Oceania)          | DSQ / DQ                   | Desclassificado (Disqualified)            |   |                                      |
| Recorde da temporada  | Recorde da temporada do atleta (Season best) | Recorde sul-americano | Recorde sul-americano (South America) | NM                         | Sem marca (No mark)                       |   |                                      |